# Веселі хлоп'ята
«Веселі хлоп'ята» (рос. «Весёлые ребята»)  — радянський художній фільм, перша музична кінокомедія, знята в СРСР. Фільм вважається класикою радянської комедії. Перша із серії музичних комедій режисера Григорія Александрова і композитора Ісаака Дунаєвського. Перша лірично-комедійна роль Любові Орлової.
Від самого початку й дотепер уживаним залишається некоректний український переклад назви — «Веселі хлоп'ята», тоді як правильно було б «Веселі хлопці».
Комедія розповідає про пригоди талановитого пастуха-музиканта Кості, який став диригентом джазового оркестру, та домробітниці Анюти, яка стала співачкою.
Картина мала великий успіх як у Радянському Союзі, так і за кордоном, де вона демонструвалася під назвою «Москва сміється» (англ. Moscow Laughs). На ІІ МКФ у Венеції (1934) фільм одержав премію за режисуру й музику й був включений до шістки найкращих у світі стрічок.

## У ролях
- Утьосов Леонід Осипович — Костя Потєхін, пастух-музикант
- Федір Куріхін — факельник
- Орлова Любов Петрівна — Анюта, хатня робітниця
- Стрєлкова Марія Павлівна — Олена, «дитя Торгзіну»
- Тяпкіна Олена Олексіївна — мати Олени
- Роберт Ердман — вчитель музики
- Арнольд Арнольд — Густав Фраскіні, диригент з Парагваю (у титрах як «Г. Арнольд»)

Не вказані в титрах
- Еммануїл Геллер — глядач, що дивився замість сцени на подругу, в якої муляли туфлі